# Kosmos 65
Kosmos 65 – radziecki satelita rozpoznawczy. Szósty statek typu Zenit-4 należącego do programu Zenit, którego konstrukcja została oparta na załogowych kapsułach Wostok. Statek przenosił również eksperymenty związane z meteorologią:
- fotometr pokrywy chmur (0,60–0,85 μm)
- skanujący radiometr podczerwieni (0,8–45 μm)
- spektrofotometr ultrafioletu
- kolorymetr poświaty nocnej (0,25–0,60 μm)